# マーギュラスの式
マーギュラスの式（マーギュラスのしき、英: Margules equation）は、1895年にマックス・マーギュラスによって開発された、液体混合物の過剰ギブズの自由エネルギーに関する単純な熱力学モデルである。ギルバート・ルイスが活量係数の概念を導入した後、このモデルを使用して、液体中の化合物iの活量係数{\displaystyle \gamma _{i}}の式を導出することができるようになった。これは、ラウールの法則として知られる理想溶解度からの偏差の尺度である。
1900年、ヤン・ザヴィツキは、異なる温度で凝縮した二成分混合物の組成を屈折率によって決定することにより、このモデルを証明した。
化学工学において、液体混合物のマーギュラスのギブズ自由のエネルギーモデルは、マーギュラスの活量モデルまたは活量係数モデルとしてよく知られている。このモデルは古いものであるが、非ランダム二液モデルやグラント・M・ウィルソンモデルのような現代のモデルでは記述できない活量係数の極値を説明できるという特徴がある。

## 数式

### 過剰ギブズ自由エネルギー
マーギュラスは、二成分液体混合物の強過剰ギブズ自由エネルギーをモル分率xiのべき級数として表した。
{\displaystyle {\frac {G^{ex}}{RT}}=X_{1}X_{2}(A_{21}X_{1}+A_{12}X_{2})+X_{1}^{2}X_{2}^{2}(B_{21}X_{1}+B_{12}X_{2})+...+X_{1}^{m}X_{2}^{m}(M_{21}X_{1}+M_{12}X_{2})}
ここで、A、Bは定数であり、実験的な相平衡データを回帰することによって導出される。多くの場合、Bおよび高次のパラメーターはゼロに設定される。先頭項{\displaystyle X_{1}X_{2}}は、x1=0およびx1=1で過剰ギブズの自由エネルギーがゼロになることが断言できる。

### 活量係数
成分iの活量係数は、過剰ギブズの自由エネルギーをxiで微分することによって求められる。最初の項のみに適用し、ギブズ・デュエムの式を使用すると、次のようになる。
{\displaystyle \left\{{\begin{matrix}\ln \ \gamma _{1}=[A_{12}+2(A_{21}-A_{12})x_{1}]x_{2}^{2}\\\ln \ \gamma _{2}=[A_{21}+2(A_{12}-A_{21})x_{2}]x_{1}^{2}\end{matrix}}\right.}
ここで、A12とA21は定数であり、それぞれ極限活量係数の対数{\displaystyle \ln \ (\gamma _{1}^{\infty })}と{\displaystyle \ln \ (\gamma _{2}^{\infty })}に等しい。
{\displaystyle A_{12}=A_{21}=A}の場合、分子が同じ分子サイズで極性が異なることを意味し、方程式は1変数のマーギュラスの活量モデルに簡略化される。
{\displaystyle \left\{{\begin{matrix}\ln \ \gamma _{1}=Ax_{2}^{2}\\\ln \ \gamma _{2}=Ax_{1}^{2}\end{matrix}}\right.}
この場合、活量係数はx1=0.5で交差し、極限活量係数は等しくなる。A = 0の場合、モデルは理想溶液に縮小される。つまり、化合物の活量はその濃度（モル分率）に等しくなる。

### 極値
単純な代数的操作を使用すると、{\displaystyle A_{12}<0}または{\displaystyle 0.5<A_{12}/A_{21}<2}で{\displaystyle A_{21}>0}の場合、{\displaystyle d\ln \gamma _{1}/dx_{1}}はすべての{\displaystyle x_{1}}の範囲内で単調増加または単調減少することがわかる。{\displaystyle A_{12}<A_{21}/2}かつ{\displaystyle A_{12}<0}の場合、成分1の活量係数曲線は最大値を示し、化合物2は最小値を次式で示す。
{\displaystyle x_{1}={\frac {1-2A_{12}/A_{21}}{3(1-A_{12}/A_{21})}}}
{\displaystyle A_{12}<A_{21}/2}かつ{\displaystyle A_{12}>0}の場合も同じ式を使用できるが、この状況では、成分1の活量係数曲線は最小値を示し、化合物2は最大値を示す。A12=0かつA21>0の場合、化合物1の活量係数の最大値はx1=1/3に存在することは容易にわかる。明らかに、この濃度では、ギブズ・デュエムの規則の結果として、化合物2の活量係数は最小値になる。
二成分系クロロホルム(1)-メタノール(2)は、クロロホルムの活量係数に最大値を示す系の一例である。20 ℃での記述のためのパラメータは、A12=0.6298および A_{21}=1.9522である。これにより、x1=0.17でクロロホルムの活量に最小値が生じる。
一般に、A=A12=A21の場合、パラメータAが大きいほど、二成分系はラウールの法則、つまり理想溶解度から逸脱する。A>2の場合、系は50/50の組成で2つの液体に分離し始める。つまり、共融点は50 mol%にある。
{\displaystyle A=\ln \gamma _{1}^{\infty }=\ln \gamma _{2}^{\infty }}
{\displaystyle \gamma _{1}^{\infty }=\gamma _{2}^{\infty }>\exp(2)\approx 7.38}
非対称二成分系、A12≠A21の場合、液液分離は常に次の場合に発生する。
{\displaystyle A_{21}+A_{12}>4}
または、同等に
{\displaystyle \gamma _{1}^{\infty }\gamma _{2}^{\infty }>\exp(4)\approx 54.6}
となる。共融点は50 mol%にはない。これは、極限活量係数の比率に依存する。

### 推奨値
マーギュラスパラメータの推奨値は、文献で広範囲に見つけることができる。選択された値を以下の表に示す。
| 系                            | A12     | A21     |
| ----------------------------- | ------- | ------- |
| アセトン(1)-クロロホルム(2)   | -0.8404 | -0.5610 |
| アセトン(1)-メタノール(2)     | 0.6184  | 0.5788  |
| アセトン(1)-水(2)             | 2.0400  | 1.5461  |
| 四塩化炭素(1)-ベンゼン(2)     | 0.0948  | 0.0922  |
| クロロホルム(1)-メタノール(2) | 0.8320  | 1.7365  |
| エタノール(1)-ベンゼン(2)     | 1.8362  | 1.4717  |
| エタノール(1)-水(2)           | 1.6022  | 0.7947  |